# Juri Kudinow
Juri Wladimirowitsch Kudinow (russisch Юрий Владимирович Кудинов; * 27. Februar 1979 in Wolgograd, Russische SFSR, UdSSR) ist ein Langstreckenschwimmer, der zunächst für Russland und seit 2010 für Kasachstan startet. Er war lange auf die 25-Kilometer-Distanz spezialisiert. Seit 2011 startet er vor allem über 10 km.

## Leben
Juri Kudinow begann mit 7 Jahren mit dem Schwimmen, da ihn seine Eltern auf ärztlichen Rat dort hinschickten, um seine Erkältungen loszuwerden. Sein erster Trainer Wladimir Sacharow betreut ihn während seiner ganzen Karriere. Zunächst schwamm er die üblichen Distanzen, doch nachdem probehalber er mit 16 Jahren (1995) bei der russischen Meisterschaft im Langstreckenschwimmen den 2. Platz belegt hatte, beschloss er in dieser Disziplin zu bleiben.
Nach einem 5. Platz bei seinen ersten Freiwasserweltmeisterschaften 1998 dominierte Kudinow zwischen 2000 und 2008 die Strecke über 25 km mit insgesamt fünf Gold-, zwei Silber- und eine Bronzemedaillen deutlich. Mit seinen insgesamt fünf Titelgewinnen bei Freiwasserweltmeisterschaften ist er nach Thomas Lurz (Deutschland) der zweiterfolgreichste männliche Teilnehmer aller Zeiten. Eine weitere Goldmedaille gewann er bei den Schwimmeuropameisterschaften 2002 in Berlin über 25 km. Dabei musste er bei einer Wassertemperatur von 18 bis 19 °C und einer Lufttemperatur von 20 °C schwimmen.
Seinen Weltmeistertitel 2007 in Melbourne gewann er mit über 2 Minuten Vorsprung. Ebenfalls 2007 unternahm eine Gruppe von Schwimmern den Versuch, einen Weltrekord quer durch den Ärmelkanal zu schwimmen. Er erreichte die drittbeste Zeit der Geschichte: 7:06,0 h.
Im Jahr 2008, nachdem er nach der Bronzemedaille bei den Weltmeisterschaften und einem 8. Platz bei den Europameisterschaften seinen Platz in der russischen Nationalmannschaft verloren hatte, beendete er für einige Zeit seine Karriere und übernahm eine TV-Show im städtischen Fernsehen von Wolgograd.
Kudinow erwarb 2010 die kasachische Staatsbürgerschaft und vertrat das Land bei den Olympischen Sommerspielen 2012 in London, wo in 1:52:59,0 h den 22. Platz belegte.
Seine Einbürgerung und die anderer ausländischer Sportler schüren allerdings die Ressentiments kasachischer Sportkommentatoren, die glauben, dass die Athleten ausländischer Herkunft den einheimischen Talenten Startmöglichkeiten wegnehmen.